# 赵守训 (1915年)
赵守训（1915年5月13日—1988年12月23日），字散之，男，河南济源人，中华人民共和国政治人物。

## 生平
1937年4月参加中华民族解放先锋队，翌年7月加入中国共产党。1945年起任职于济源县，1949年随中国人民解放军长江支队南下到达福建，历次调任霞浦县、福安专区、北京市等地，任职于霞浦县时积极参与城工部事件的平反工作。1984年10月退休，1988年逝世于北京。